# Liste der Fahnenträger der Olympischen Winterspiele 1992
Die Liste der Fahnenträger der Olympischen Winterspiele 1992 führt die Fahnenträger bei der Eröffnungs- und Abschlussfeier auf.
Beim Einmarsch der Nationen zogen Athleten aller teilnehmenden Länder in das Théâtre des Cérémonies ein. Bei der Eröffnungsfeier wurden die einzelnen Teams von einem Fahnenträger aus den Reihen ihrer Sportler oder Offiziellen angeführt, der entweder von ihrem jeweiligen Nationalen Olympischen Komitee (NOK) oder von den Athleten selbst bestimmt wurde.

## Reihenfolge
Der griechischen Mannschaft wurde traditionell der Platz an vorderster Stelle gewährt, ein Sonderstatus, der aus der Ausrichtung der antiken und ersten Spiele der Moderne in Griechenland herrührt. Frankreich marschierte als Gastgebernation zuletzt ein. Die anderen Länder betraten das Stadion in alphabetischer Reihenfolge in der Sprache der Gastgebernation, in diesem Fall also Französisch. Diese Reihenfolge entspricht sowohl der Tradition als auch den Statuten des Internationalen Olympischen Komitees (IOK).

## Liste der Fahnenträger
Nachfolgend führt eine Liste die Fahnenträger der Eröffnungsfeier aller teilnehmenden Nationen auf, sortiert nach der Abfolge ihres Einmarsches. Die Liste ist zudem sortierbar nach ihrem Staatsnamen, nach Mannschaftskürzel, nach Anzahl der Athleten, nach dem Nachnamen des Fahnenträgers und dessen Sportart.

### Nach Nationen
| Abfolge | Nationalmannschaft           | Französischer Name                         | Kürzel | Eröffnungsfeier        | Eröffnungsfeier       | Abschlussfeier    | Abschlussfeier |
| Abfolge | Nationalmannschaft           | Französischer Name                         | Kürzel | Fahnenträger           | Sportart              | Fahnenträger      | Sportart       |
| ------- | ---------------------------- | ------------------------------------------ | ------ | ---------------------- | --------------------- | ----------------- | -------------- |
| 1       | Griechenland                 | Grèce                                      | GRE    | Athanasios Tsakiris    | Biathlon              |                   |                |
| 1       | Griechenland                 | Grèce                                      | GRE    | Athanasios Tsakiris    | Skilanglauf           |                   |                |
| 2       | Algerien                     | Algérie                                    | ALG    | Nacera Boukamoum       | Ski Alpin             |                   |                |
| 3       | Deutschland                  | Allemagne                                  | GER    | Wolfgang Hoppe         | Bob                   | Antje Misersky    | Biathlon       |
| 4       | Andorra                      | Andorre                                    | AND    |                        |                       |                   |                |
| 5       | Niederländische Antillen     | Antilles néerlandaises                     | AHO    | Dudley den Dulk        | Bob                   |                   |                |
| 6       | Argentinien                  | Argentine                                  | ARG    | Carolina Eiras         | Ski Alpin             |                   |                |
| 7       | Australien                   | Australie                                  | AUS    | Danny Kah              | Eisschnelllauf        | Cameron Medhurst  | Eiskunstlauf   |
| 8       | Österreich                   | Autriche                                   | AUT    | Anita Wachter          | Ski Alpin             |                   |                |
| 9       | Belgien                      | Belgique                                   | BEL    | Geert Blanchart        | Eisschnelllauf        |                   |                |
| 10      | Bermuda                      | Bermudes                                   | BER    | John Hoskins           | Offizieller           |                   |                |
| 11      | Bolivien                     | Bolivie                                    | BIH    | Guillermo Ávila        | Ski Alpin             |                   |                |
| 12      | Brasilien                    | Brésil                                     | BRA    | Hans Egger             | Ski Alpin             |                   |                |
| 13      | Bulgarien                    | Bulgarie                                   | BUL    | Iwa Schkodrewa         | Biathlon              |                   |                |
| 14      | Kanada                       | Canada                                     | CAN    | Sylvie Daigle          | Eisschnelllauf        | Nathalie Lambert  | Eisschnelllauf |
| 15      | Chile                        | Chili                                      | CHI    | Nils Linneberg         | Ski Alpin             |                   |                |
| 16      | China                        | République populaire de Chine              | CHN    | Song Chen              | Eisschnelllauf        |                   |                |
| 17      | Zypern                       | Chypre                                     | CYP    | Sokratis Aristodimou   | Ski Alpin             |                   |                |
| 18      | Südkorea                     | Corée                                      | KOR    | Lee Yeong-ha           | Eisschnelllauf        |                   |                |
| 19      | Costa Rica                   | Costa Rica                                 | CRC    |                        |                       |                   |                |
| 20      | Kroatien                     | Croatie                                    | CRO    | Tomislav Čižmešija     | Eiskunstlauf          | Siniša Vukonić    | Skilanglauf    |
| 21      | Dänemark                     | Danemark                                   | DEN    | Ebbe Hartz             | Skilanglauf           |                   |                |
| 22      | Vereintes Team               | Équipe unifiée                             | EUN    | Waleri Medwedzew       | Biathlon              | Jauhen Redskin    | Biathlon       |
| 23      | Spanien                      | Espagne                                    | ESP    | Blanca Fernández Ochoa | Ski Alpin             |                   |                |
| 24      | Estland                      | Estonie                                    | EST    | Ants Antson            | Offizieller           |                   |                |
| 25      | Vereinigte Staaten           | États-Unis d’Amérique                      | USA    | Bill Koch              | Skilanglauf           | Bonnie Blair      | Eisschnelllauf |
| 26      | Finnland                     | Finlande                                   | FIN    | Timo Blomqvist         | Eishockey             | Marjut Lukkarinen | Skilanglauf    |
| 27      | Großbritannien               | Grande-Bretagne                            | GBR    | Wilf O’Reilly          | Eisschnelllauf        | Mark Tout         | Bob            |
| 28      | Honduras                     | Honduras                                   | HON    | Jenny Palacios-Stillo  | Skilanglauf           |                   |                |
| 29      | Ungarn                       | Hongrie                                    | HUN    | Attila Tóth            | Eiskunstlauf          |                   |                |
| 30      | Indien                       | Inde                                       | IND    |                        |                       |                   |                |
| 31      | Irland                       | Irlande                                    | IRL    | Patrick McDonagh       | Bob                   |                   |                |
| 32      | Island                       | Islande                                    | ISL    | Ásta Halldórsdóttir    | Ski Alpin             |                   |                |
| 33      | Italien                      | Italie                                     | ITA    | Alberto Tomba          | Ski Alpin             |                   |                |
| 34      | Jamaika                      | Jamaïque                                   | JAM    | Dudley Stokes          | Bob                   |                   |                |
| 35      | Japan                        | Japon                                      | JPN    | Tsutomu Kawasaki       | Shorttrack            |                   |                |
| 36      | Lettland                     | Lettonie                                   | LAT    | Jānis Ķipurs           | Bob                   |                   |                |
| 37      | Libanon                      | Liban                                      | LIB    |                        |                       |                   |                |
| 38      | Liechtenstein                | Liechtenstein                              | LIE    | Günther Marxer         | Ski Alpin             |                   |                |
| 39      | Litauen                      | Lituanie                                   | LIT    | Gintaras Jasinskas     | Biathlon              |                   |                |
| 40      | Luxemburg                    | Luxembourg                                 | LUX    | kein Einmarsch         | Offizieller           |                   |                |
| 41      | Marokko                      | Maroc                                      | MAR    |                        |                       |                   |                |
| 42      | Mexiko                       | Mexique                                    | MEX    | Roberto Alvárez        | Skilanglauf           |                   |                |
| 43      | Monaco                       | Monaco                                     | MON    | Albert II.             | Bob                   |                   |                |
| 44      | Mongolei                     | Mongolie                                   | MGL    | Dsiitsagaany Ganbat    | Skilanglauf           |                   |                |
| 45      | Norwegen                     | Norvège                                    | NOR    | Eirik Kvalfoss         | Biathlon              | Vegard Ulvang     | Skilanglauf    |
| 46      | Neuseeland                   | Nouvelle-Zélande                           | NZL    | Christopher Nicholson  | Eisschnelllauf        |                   |                |
| 47      | Niederlande                  | Pays-Bas                                   | NED    | Leo Visser             | Eisschnelllauf        | Bart Veldkamp     | Eisschnelllauf |
| 48      | Philippinen                  | Philippines                                | PHI    | Michael Teruel         | Ski Alpin             |                   |                |
| 49      | Polen                        | Pologne                                    | POL    | Henryk Gruth           | Eishockey             | unbekannt         | Offizieller    |
| 50      | Puerto Rico                  | Porto Rico                                 | PUR    | Jorge Luis Bonnet      | Bob                   |                   |                |
| 51      | Nordkorea                    | République populaire démocratique de Corée | PRK    |                        |                       |                   |                |
| 52      | Rumänien                     | Roumanie                                   | ROM    | Ioan Apostol           | Rennrodeln            |                   |                |
| 53      | San Marino                   | Saint-Marin                                | SMR    | Andrea Sammaritani     | Skilanglauf           |                   |                |
| 54      | Senegal                      | Sénégal                                    | SEN    | Tomas Gustafson        | Eisschnelllauf        |                   |                |
| 55      | Slowenien                    | Slovénie                                   | SLO    | Franci Petek           | Skispringen           |                   |                |
| 56      | Schweden                     | Suède                                      | SWE    | Tomas Gustafson        | Eisschnelllauf        |                   |                |
| 57      | Schweiz                      | Suisse                                     | SUI    | Vreni Schneider        | Ski Alpin             | Gustav Weder      | Bob            |
| 58      | Swasiland                    | Swaziland                                  | SWZ    | Keith Fraser           | Ski Alpin             |                   |                |
| 59      | Chinesisch Taipeh            | Chinese Taipei                             | TPE    |                        |                       |                   |                |
| 60      | Tschechoslowakei             | Tchécoslovaquie                            | TCH    | Pavel Benc             | Skilanglauf           |                   |                |
| 61      | Türkei                       | Turquie                                    | TUR    | Mithat Yıldırım        | Skilanglauf           |                   |                |
| 62      | Amerikanische Jungferninseln | Îles Vierges                               | ISV    | Anne Abernathy         | Rennrodeln            |                   |                |
| 63      | Jugoslawien                  | Yougoslavie                                | YUG    |                        |                       |                   |                |
| 64      | Frankreich                   | France                                     | FRA    | Fabrice Guy            | Nordische Kombination |                   |                |

### Nach Sportarten
| Sportart              | Eröffnungsfeier | Anzahl | Schlussfeier | Anzahl |
| --------------------- | --- | ------ | --- | ------ |
| Biathlon              | Bulgarien – Griechenland – Litauen – Norwegen – Vereintes Team                                                                                               | 5      | Deutschland – Vereintes Team | 2      |
| Bob                   | Deutschland – Irland – Jamaika – Lettland – Monaco – Niederländische Antillen – Puerto Rico                                                                  | 7      | Großbritannien – Schweiz | 2      |
| Eishockey             | Finnland – Polen | 2      | – | 0      |
| Eiskunstlauf          | Kroatien – Ungarn | 2      | Australien | 1      |
| Eisschnelllauf        | Australien – Belgien – China – Großbritannien – Kanada – Neuseeland – Niederlande – Senegal – Schweden – Südkorea                                            | 10     | Kanada – Niederlande – Vereinigte Staaten | 2      |
| Freestyle-Skiing      | – | 0      | – | 0      |
| Nordische Kombination | Frankreich | 1      | – | 0      |
| Rennrodeln            | Amerikanische Jungferninseln – Rumänien | 2      | – | 0      |
| Shorttrack            | Japan | 1      | – | 0      |
| Ski Alpin             | Algerien – Argentinien – Bolivien – Brasilien – Chile – Island – Italien – Liechtenstein – Österreich – Philippinen – Schweiz – Spanien – Swasiland – Zypern | 14     | – | 0      |
| Skilanglauf           | Dänemark – Griechenland – Honduras – Mexiko – Mongolei – San Marino – Tschechoslowakei – Türkei – Vereinigte Staaten                                         | 9      | Norwegen – Finnland – Kroatien | 3      |
| Skispringen           | Slowenien | 1      | – | 0      |
| Offizieller           | Bermuda – Estland – Luxemburg | 3      | Polen | 1      |
| unbekannt             | Andorra – Chinesisch Taipeh – Costa Rica – Indien – Jugoslawien – Libanon – Marokko – Nordkorea                                                              | 8      | Algerien – Amerikanische Jungferninseln – Andorra – Argentinien – Belgien – Bermuda – Bolivien – Brasilien – Bulgarien – Chile – China – Chinesisch Taipeh – Costa Rica – Dänemark – Estland – Frankreich – Griechenland – Honduras – Indien – Irland – Island – Italien – Jamaika – Japan – Jugoslawien – Lettland – Libanon – Liechtenstein – Litauen – Luxemburg – Marokko – Mexiko – Monaco – Mongolei – Neuseeland – Niederländische Antillen – Nordkorea – Österreich – Philippinen – Puerto Rico – Rumänien – San Marino – Schweden – Senegal – Slowenien – Spanien – Südkorea – Swasiland – Tschechoslowakei – Türkei – Ungarn – Zypern | 53     |